# 超音波歯ブラシ

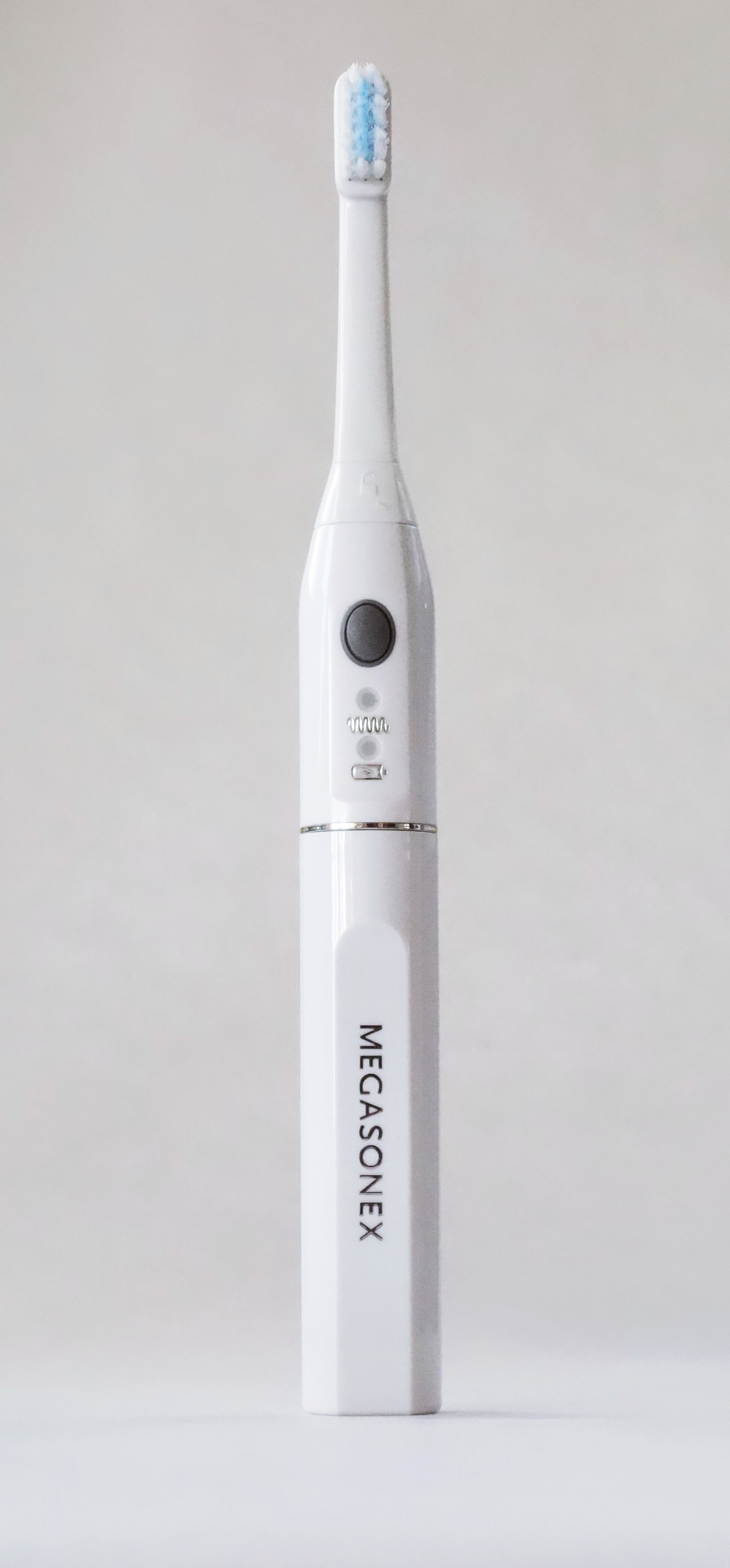
超音波歯ブラシ
（Megasonex）

超音波歯ブラシ（ちょうおんぱはぶらし、英語: ultrasonic toothbrush）とは、歯垢を除去し、歯垢細菌を無害にするために、超音波を発生させることによって動作する、家庭での日常使用向けに設計された電動歯ブラシである。通常、1.6MHzの周波数で動作し、96,000,000パルスまたは毎分192,000,000回の動きに相当する。超音波は、可聴域（en:Hearing range）を超える周波数で生成される一連の音波として定義される。

## 背景
電動歯ブラシは 1950 年代初頭から一般の人々に使用されている。電動歯ブラシは進化しており、現在ではその振動速度に基づいて、電動、音波速（偶然に可聴音を発生する速度で振動するため、誤って「音波歯ブラシ」と呼ばれることの方が多い。しかし、この音の音波は歯の清掃には全く関係ないので、誤った呼び名である）、超音波の 3 つのカテゴリに分類できる。
電動歯ブラシは、上下方向または円運動のいずれかに振動し、場合によってはその 2 つの組み合わせで振動する。通常、振動速度は 1 分あたりの動きで測定され、一般的な電動歯ブラシは毎分数千回から毎分約 10,000 ～ 12,000 回の速度で振動する。いわゆる音波速歯ブラシは、モーター自体の音の他に、振動の速度つまり周波数が人間の声音に使用される平均的な範囲内にあるため、音波速と呼ばれる速度で機能する。典型的な成人男性の声の基本周波数は 85 ～ 180 Hz (1 分間に 10,200 ～ 21,000 動作)、典型的な成人女性の音声周波数は 165 ～ 255 Hz (1 分間に 19,800 ～ 30,600 動作) である。
超音波歯ブラシは、通常埋め込まれた圧電結晶から超音波を生成することによって機能し、その周波数は 20,000 Hz (1 分間に 2,400,000 回の動き) 以上である。多くの科学的研究が行われている最も一般的な周波数は約 1.6MHz の領域にあり、これは 9,600 万パルスまたは 1 分間に 1 億 9,200 万回の動きに相当する。

## 歴史
最初の超音波歯ブラシは、当初 Ultima と名付けられ、後に Sonex Corporation によって Ultrasonex と名付けられ、1992 年に Robert T. Bock によって初めて米国で特許を取得した。同年、アメリカ食品医薬品局は家庭での日常使用を承認した。当初、Ultima は超音波でのみ機能していた。数年後、追加の音波振動を提供する Ultrasonex 歯ブラシを作成するためにモーターが追加された。その後、Sonex は Salton, Inc. に売却され、米国を含む多くの国で製品の販売が開始されたほか、日本市場向けに Ultima の改良版を開発した東レにも売却された。2008 年、Saltonの新しい所有者は口腔衛生市場から撤退することを決定した。これに応じて、Ultreo や Emmi-Dent など、他のいくつかの企業が独自の超音波歯ブラシの販売を開始した。さらに、2012 年後半、Robert T. Bock は最新の技術を使用した新しい超音波歯ブラシ、Smilex 超音波歯ブラシを開発した。東レは Ultima の意匠に関する権利を売却することを決定した。本権利はアメリカの歯科産業専門の起業家によって買収され、その技術をさらに改良し、低振幅の音波振動を備えた Megasonex 超音波歯ブラシを発売した。 数年後、Megasonexの親会社は最初の超音波舌クリーナーの特許を出願した。2018年の時点では、超音波歯ブラシはEmmi-Dent、Megasonex、ReClean、Smilexのブランドのみで販売されている。

## 超音波歯ブラシの有効性
1.0〜3.0 MHz の範囲の超音波は、骨の治癒速度の向上、
アフタ性口内炎の治療、
歯肉出血の治療、
歯垢の除去を目的として、一部の治療用医療機器で使用されてる。

## 超音波の安全性
超音波は半世紀以上にわたって医療に使用されており、その安全性もほぼ同じ期間研究されてきた。1992 年に、米国 FDA は歯ブラシでの 1.6MHz の周波数における超音波の使用を初めて許可した。1993 年、米国超音波医学研究所 (AIUM)（en:American Institute of Ultrasound in Medicine）は、アメリカ電機工業会（NEMA）と協力して、FDA の新しい規制に組み込まれた熱指数と機械指数を含む出力表示基準（ODS）を策定した。これらの規制により、超音波装置の出力は、周囲の組織温度が 1°C を超えて上昇するのを避けるために十分な低いレベルに制限されている。

## 主な超音波歯ブラシメーカー
- メガソネックス（旧東レ）
- エミデント
- スマイルエックス